# Creu del combatent voluntari de 1914-1918
La Creu de combatent voluntari de 1914-1918 (francès: croix du combattant volontaire 1914-1918) és una condecoració francesa que distingia els que es van oferir voluntaris per servir al front en una unitat de combatent durant la Primera Guerra Mundial.

## Disseny
Una creu de bronze de quatre branques, mòdul de 36 mm .
A l'anvers: un medalló central rodó, amb la llegenda "REPUBLIQUE FRANCAISE" que envolta:
- l'efígie d'un poilu amb casc, descansa sobre una espasa erigida verticalment sobre les branques
- de la creu que es carrega amb fulles de llorer i roure formant relleu.

Al revers: dins del medalló central, una branca de llorer està envoltada per la inscripció “COMBATTANT VOLONTAIRE 1914-1918”.
Les branques de la creu estan carregades de fulles de llorer i roure formant relleu.
Es va produir un model especial per als combatents voluntaris de la guerra de 1870-1871 amb les dates "1870-1871", substituint les de "1914-1918" al revers.

## Atribució
Les condicions requerides per obtenir la creu van ser definides pel decret de 28 de novembre de 1935.
Els títols dels candidats van ser examinats per una comissió composta, a partir de 1951, per dotze membres distribuïts de la següent manera:
- Ministeri de Defensa Nacional: el president;
- Secretariat d'Estat de Guerra: dos membres;
- Secretariat d'Estat de Marina: dos membres;
- Secretariat d'Estat de l'Aire: dos membres;
- Oficina Nacional per a Discapacitats i Combatents: dos membres;
- Associació de voluntaris i voluntaris: tres membres.

El decret de 10 d' abril de 1936 va estendre la seva atribució als rars combatents voluntaris que van sobreviure a la guerra francoprussiana del 1870.
La creu del combatent voluntari de la guerra de 1914-1918 es considera un títol bèl·lic quan s'examinen les sol·licituds per obtenir un grau a la Legió d'Honor, la  Medalla Militar o l'Orde Nacional del Mèrit.

## Disseny
Una creu de bronze de quatre branques, mòdul de 36 mm .
A l'anvers: un medalló central rodó, amb la llegenda "REPUBLIQUE FRANCAISE" que envolta:
- l'efígie d'un poilu amb casc, descansa sobre una espasa erigida verticalment sobre les branques
- de la creu que es carrega amb fulles de llorer i roure formant relleu.

Al revers: dins del medalló central, una branca de llorer està envoltada per la inscripció “COMBATTANT VOLONTAIRE 1914-1918”.
Les branques de la creu estan carregades de fulles de llorer i roure formant relleu.
Es va produir un model especial per als combatents voluntaris de la guerra de 1870-1871 amb les dates "1870-1871", substituint les de "1914-1918" al revers.